# Plumet (papillon)
Ptilophora plumigera · Porte-plume
Pour les articles homonymes, voir Porte-plume.
Espèce
Le Plumet ou Porte-plume (Ptilophora plumigera) est une espèce de lépidoptères (papillons) de la famille des Notodontidae.
- Répartition : de l’Europe jusqu’au Japon.
- Envergure du mâle : 15 à 18 mm.
- Période de vol : principalement en octobre et en novembre, parfois en mars.
- Habitat : bois.
- Plantes hôtes : surtout des feuillus notamment Acer campestre, Salix et Betula.

## Source
- P.C. Rougeot, P. Viette, Guide des papillons nocturnes d'Europe et d'Afrique du Nord, Delachaux et Niestlé, Lausanne 1978.